# Cornelia Lüdecke

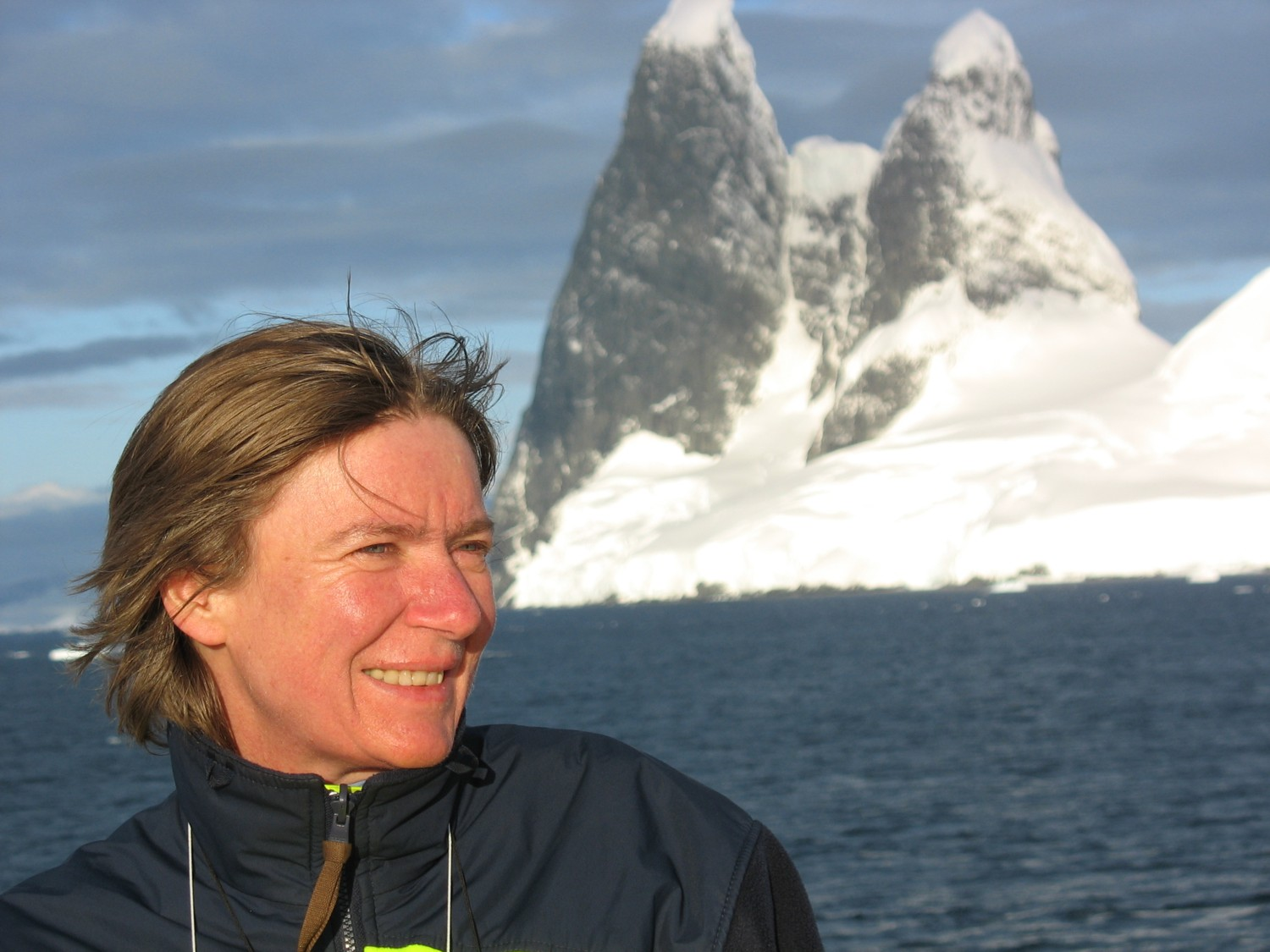
Cornelia Lüdecke, vor 2008

Cornelia Lüdecke (* 1954 in München) ist eine deutsche Wissenschaftshistorikerin und Hochschullehrerin.

## Berufliche Entwicklung
Cornelia Lüdecke erwarb 1980 das Diplom in Meteorologie an der LMU München, das Thema der Diplomarbeit lautete: Bestimmung von HNO3-Profilen aus Horizontsondierungsmessungen. Bis 1981 war sie wissenschaftliche Angestellte in der Arbeitsgruppe Atmosphärische Strahlung und Satellitenmeteorologie am Meteorologischen Institut der LMU in München. Anschließend arbeitete Lüdecke bis 1985 als freie Mitarbeiterin für die MAN Neue Technologie AG in Karlsfeld bei München. Von 1985 bis 1995 war sie dort als Entwicklungsingenieurin in der Abteilung für Umwelt- und Biotechnologie tätig.
Nach der Promotion 1994 im Fach Geschichte der Naturwissenschaften an der LMU in München, Thema der Dissertation: Die deutsche Polarforschung seit der Jahrhundertwende und der Einfluß Erich von Drygalskis, hatte sie von 1997 bis 2000 Lehraufträge an der Fakultät für Physik der LMU München. Nach der Habilitation 2002 im Fach Geschichte der Naturwissenschaften an der Universität in Hamburg, Thema der Habilitationsschrift: Ausgewählte Kapitel aus der Geschichte der Geowissenschaften – Protagonisten, Thesen, Institutionen, wurde sie 2003 zur Privatdozentin an der Universität Hamburg ernannt. Seitdem hat Lüdecke Lehraufträge an der Fakultät für Mathematik, Informatik und Naturwissenschaften, Universität Hamburg.
Von 2003 bis 2005 forschte sie im Projekt der Fritz Thyssen Stiftung über Wissenschaftsgeschichtliche Aufarbeitung ausgewählter deutscher Polarexpeditionen im Zeitraum 1900 bis 1945 hinsichtlich Geschichte der Polarforschung und Polararchäologie/Denkmalschutz. 2009 war sie Associate des Rachel Carson Center der LMU München. Seit 2016 lehrt sie als Professorin.

## Forschungsschwerpunkte
Zu ihren Forschungsschwerpunkten zählen die Geschichte der Polarforschung, der Meteorologie und der Geographie.

## Auszeichnungen
- 2010: Reinhard-Süring-Plakette der Meteorologischen Gesellschaft
- 2012: Wahl zum korrespondierenden Mitglied der International Academy of the History of Science in Paris[2]
- 2019: Paulus-Preis der Deutschen Meteorologischen Gesellschaft
- 2024: Weyprecht-Medaille der Deutschen Gesellschaft für Polarforschung

## Schriften (Auswahl)
- Die deutsche Polarforschung seit der Jahrhundertwende und der Einfluss Erich von Drygalskis. Dissertation, Ludwig-Maximilians-Universität München, 1993 (= Berichte zur Polarforschung. Band 158, 1995). doi:10.2312/BzP_0158_1995
- Carl Ritters Lehrtätigkeit an der Allgemeinen Kriegsschule in Berlin (1820–1853). Verlag für Wissenschafts- und Regionalgeschichte Dr. Michael Engel, Berlin 2002, ISBN 978-3-929134-38-4.
- Amundsen. Ein biografisches Porträt. Herder, Freiburg im Breisgau 2011, ISBN 978-3-451-06224-7.
- mit Colin Summerhayes: The Third Reich in Antarctica – The Story of the German Antarctic Expedition of 1938/39. The Erskine Press, Eccles 2012, ISBN 978-1-85297-103-8 (englisch).
- Deutsche in der Antarktis: Expeditionen und Forschungen vom Kaiserreich bis heute. Ch. Links Verlag, Berlin 2015, ISBN 978-3-86153-825-7.